# Apiaí-Mirim
Apiaí-Mirim é um distrito do município brasileiro de Capão Bonito, no interior do estado de São Paulo.

## História

### Formação administrativa
- Lei ordinária nº 1445 de 30/04/1992 - Criação do distrito de Apiaí-Mirim, atual bairro do mesmo nome, no município de Capão Bonito[2].

## Geografia

### Demografia

#### População urbana
| Crescimento população urbana | Crescimento população urbana | Crescimento população urbana | Crescimento população urbana |
| Censo                        | Pop.                         |                              | %±                           |
| ---------------------------- | ---------------------------- | ---------------------------- | ---------------------------- |
| 2000                         | 229                          |                              | —                            |
| 2010                         | 204                          |                              | −10,9%                       |
| Fonte: IBGE e Fundação SEADE |                              |                              |                              |

#### População total
Pelo Censo 2010 (IBGE) a população total do distrito era de 506 habitantes.

### Área territorial
A área territorial do distrito é de 54,387 km².

### Rodovias
O principal acesso ao distrito é a estrada vicinal (sem asfalto) SP-250 - Apiaí-Mirim.

## Serviços públicos

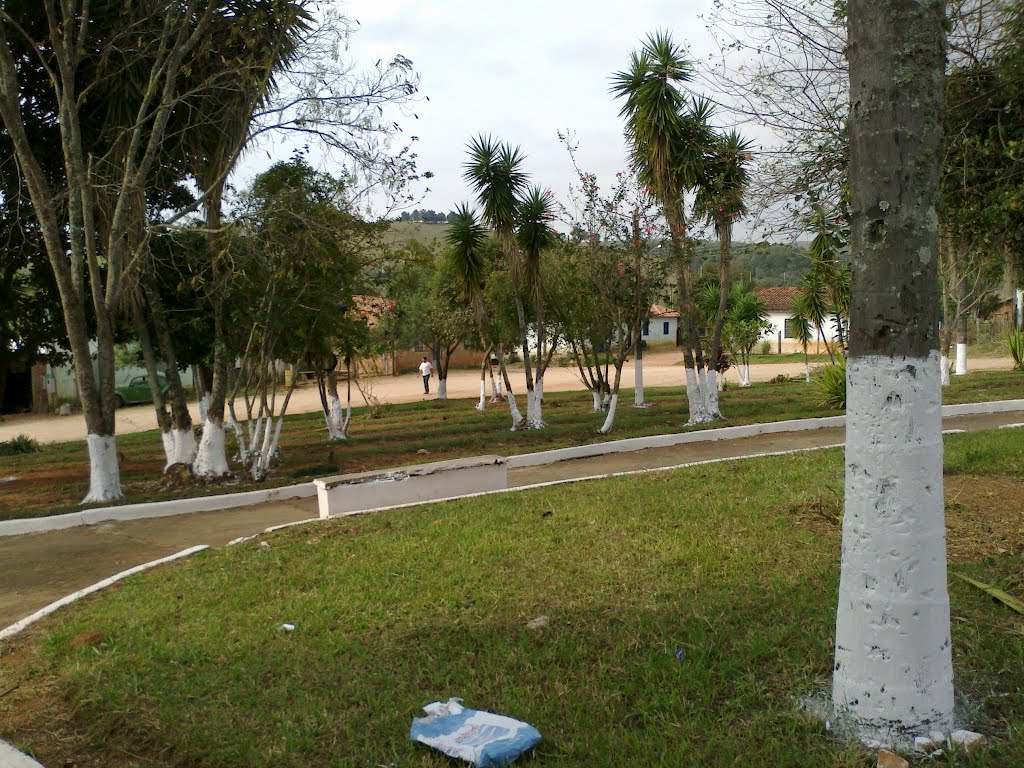
Praça.

### Registro civil
Feito na sede do município, pois o distrito não possui Cartório de Registro Civil das Pessoas Naturais.

### Saneamento
O serviço de abastecimento de água é feito pela Companhia de Saneamento Básico do Estado de São Paulo (SABESP).

### Energia
A responsável pelo abastecimento de energia elétrica é a Neoenergia Elektro, antiga CESP.

## Religião
O Cristianismo se faz presente no distrito da seguinte forma:

### Igreja Católica
- A igreja faz parte da Diocese de Itapeva[13].

### Igrejas Evangélicas
- Assembleia de Deus - O distrito possui congregação da Assembleia de Deus Ministério do Belém, vinculada ao Campo de Sorocaba[14][15].
- Congregação Cristã no Brasil[16].